# Мицкевич, Николай Всеволодович
Никола́й Все́володович Мицке́вич (21 сентября 1931, Новосибирск — 1 января 2019 год, Москва) — советский и российский физик-теоретик, специалист по общей теории относительности, теории гравитации. Доктор физико-математических наук, профессор.

## Биография
Родился в семье медиков. В 1932 году, после смерти отца, вместе с матерью переехал в Самарканд. В 1949 году окончил школу с золотой медалью и без экзаменов поступил на биологический факультет МГУ. В 1950 году перевёлся на физический факультет.
В 1960 году защитил кандидатскую диссертацию под руководством Д. Д. Иваненко и был распределён в Самаркандский государственный университет, однако по инициативе А. З. Петрова был переведён в Казанский государственный университет, а в 1961 году по инициативе Д. Д. Иваненко — в Университет дружбы народов, профессором которого Мицкевич был до 1991 года. В 1970 году защитил докторскую диссертацию.
В 1991 году переехал в Мексику и стал профессором Гвадалахарского университета.

## Научная деятельность
Основные научные результаты Н. В. Мицкевича относятся к общей теории относительности. Создал гравитационную школу на кафедре теоретической физики факультета физико-математических и естественных наук Университета дружбы народов.
Анализировал проблему законов сохранения в общей теории относительности, независимо от К. Меллера и Э. Шрёдингера предложил новый вариант псевдотензора энергии-импульса гравитационного поля — псевдотензор Меллера-Мицкевича. Внёс существенный вклад в развитие монадного метода задания систем отсчёта в общей теории относительности, совместно со своими учениками разработал Ли-монадный формализм, рассматривая оператор временного дифференцирования как производную Ли вдоль времениподобного направления.
Рассматривал точные решения уравнений Эйнштейна, провёл ряд работ по гравитационным линзам в метриках Шварцшильда и Керра, по выяснению физического смысла метрики Переса как гравитационного поля «светового луча». Рассчитал эффект дрейфа точки встречи двух пробных тел на круговых орбитах в метрике Керра — эффект Мицкевича.
В 1972 году вместе с Ю. С. Владимировым основал научный семинара «Геометрия и физика» на физическом факультете МГУ.
Являлся членом Международного общества общей теории относительности и гравитации, известен как переводчик обширного количества научной литературы по теории гравитации на русский язык.

### Монографии
- Мицкевич Н. В. Физические поля в общей теории относительности / Московское общество испытателей природы. Секция физики. — Москва: Наука, 1969. — 326 с.
- Владимиров Ю. С., Мицкевич Н. В., Хорски Я. Пространство, время, гравитация / отв. ред. Ф. И. Федоров. — Москва: Наука, 1984. — 207 с. — (Наука и технический прогресс).
- Мицкевич Н. В., Ефремов А. П., Нестеров А. И. Динамика полей в общей теории относительности. — Москва: Энергоатомиздат, 1985. — 185 с.
- Мицкевич Н. В. Релятивистская физика. Специальная теория относительности, общая теория относительности. — Москва: Либроком, 2012. — 195 с. — ISBN 978-5-397-02813-4.

### Переводы
- Вебер Дж. Общая теория относительности и гравитационные волны / пер. Н. В. Мицкевич, авт. вступ. ст. Д. Д. Иваненко. — Москва: Издательство иностранной литературы, 1962. — 271 с.
- Уилер Дж. Гравитация, нейтрино и Вселенная / пер. Н. В. Мицкевич, авт. вступ. ст. Д. Д. Иваненко. — Москва: Издательство иностранной литературы, 1962. — 403 с. — (Проблемы физики).
- Тейлор Э. Ф., Уилер Дж. А. Физика пространства-времени / пер. Н. В. Мицкевич. — Москва: Мир, 1969. — 254 с.
- Крамер Д., Штефани Х., Херльт Э., Мак-Каллум М. Точные решения уравнений Эйнштейна / ред. Э. Шмутцер и Ю. С. Владимиров, пер. Н. В. Мицкевич, В. Д. Захаров, С. В. Румянцев. — Москва, 1982.

## Признание
- 1980 — Медаль Шиллера Йенского университета.